# Zespół poklasztorny urszulanek w Świdnicy
Zespół poklasztorny urszulanek – zespół poklasztorny znajdujący się w Świdnicy.

## Historia
Pierwotna siedziba sióstr urszulanek istniała w mieście już od 1700 roku. Klasztor posiadał swój własny kościół w latach 1714–1756. W tych latach otwarto także szkołę (1731–1734) oraz kaplicę przyklasztorną zwieńczoną wieżą, która powstała w 1763 roku. Przetrwały do dzisiaj kościół św. Józefa został wybudowany w latach 1754–1772. Jego jednonawowa barokowa bryła została zestawiona z miejskimi kamienicami. 
Podczas swej podróży po Śląsku w połowie XIX w. na klasztor zwrócił uwagę Maciej Bogusz Stęczyński, który tak wzmiankował go w opisie Świdnicy zamieszczonym w dziele „Sudety, jako dalszy ciąg poematu Tatry w 24 pieśniach przez Bogusza Zygmunta Stęczyńskiego. Tom I”: (...) I Klasztor Urszulanek z różnemi pamiątki, / Chlubny pędzlem i dłutem i świętemi szczątki (...).
Kościół i klasztor uległ rozbudowie i modernizacji w latach 1851–1875. Kościół św. Józefa jest kościołem parafialnym od 1946 roku. Kościół modernizowano w 1961 roku, oraz w latach 1972–1974. 

## Wnętrze
Wyposażenie wnętrza kościoła jest rokokowe. Sama bryła kościoła utrzymana w stylu  baroku. W dawnym ogrodzie przyklasztornym kamienne rzeźby Madonny z XVIII wieku oraz św. Jana Nepomucena z 1846 roku.